# Boryomi
Boryomi (en georgiano: ბორჯომი, romanizado: Borjomi) es una ciudad del centro de Georgia, situada en el norte de la región de Mesjetia-Yavajetia y centro del municipio homónimo. La ciudad es conocida por ser el resort climático más importante de Georgia y por el agua de Borjomi, conocida en países de la antigua URSS.

## Geografía
Boryomi está situado en el pintoresco desfiladero de Boryomi en el extremo este del Parque Nacional de Boryomi-Jaragauli. La sede administrativa del Parque Nacional de Boryomi-Jaragauli se encuentra aquí, con oficinas, un pequeño hotel y un centro de visitantes.

### Clima
De acuerdo con las peculiaridades del relieve y el microclima, Boryomi tiene varios distritos y algunos de los cuales son particularmente favorables para el tratamiento. Otros factores de tratamiento en Boryomi son la climatoterapia, el tratamiento con barro y más. El mejor momento para la climatoterapia es de junio a octubre. 
| Parámetros climáticos promedio de Borjomi      | Parámetros climáticos promedio de Borjomi | Parámetros climáticos promedio de Borjomi | Parámetros climáticos promedio de Borjomi | Parámetros climáticos promedio de Borjomi | Parámetros climáticos promedio de Borjomi | Parámetros climáticos promedio de Borjomi | Parámetros climáticos promedio de Borjomi | Parámetros climáticos promedio de Borjomi | Parámetros climáticos promedio de Borjomi | Parámetros climáticos promedio de Borjomi | Parámetros climáticos promedio de Borjomi | Parámetros climáticos promedio de Borjomi | Parámetros climáticos promedio de Borjomi |
| Mes                                            | Ene.                                      | Feb.                                      | Mar.                                      | Abr.                                      | May.                                      | Jun.                                      | Jul.                                      | Ago.                                      | Sep.                                      | Oct.                                      | Nov.                                      | Dic.                                      | Anual                                     |
| ---------------------------------------------- | ----------------------------------------- | ----------------------------------------- | ----------------------------------------- | ----------------------------------------- | ----------------------------------------- | ----------------------------------------- | ----------------------------------------- | ----------------------------------------- | ----------------------------------------- | ----------------------------------------- | ----------------------------------------- | ----------------------------------------- | ----------------------------------------- |
| Temp. máx. media (°C)                          | 2.5                                       | 4.6                                       | 10.6                                      | 17.1                                      | 20.2                                      | 23.7                                      | 26.6                                      | 27.2                                      | 23.5                                      | 15.6                                      | 10.5                                      | 5.5                                       | 15.6                                      |
| Temp. media (°C)                               | -2.5                                      | -1.0                                      | 4.4                                       | 10.1                                      | 14.0                                      | 17.5                                      | 20.5                                      | 20.4                                      | 16.6                                      | 9.5                                       | 5.0                                       | 0.1                                       | 9.6                                       |
| Temp. mín. media (°C)                          | -6.1                                      | -4.8                                      | -0.2                                      | 4.4                                       | 8.4                                       | 11.9                                      | 15.6                                      | 15.1                                      | 11.1                                      | 5.0                                       | 1.1                                       | -3.3                                      | 4.9                                       |
| Precipitación total (mm)                       | 41.1                                      | 40.6                                      | 41.1                                      | 55.3                                      | 81.2                                      | 85.3                                      | 51.0                                      | 48.3                                      | 51.8                                      | 62.7                                      | 51.6                                      | 43.4                                      | 653.4                                     |
| Días de precipitaciones (≥ 0.1 in)             | 11.4                                      | 10.8                                      | 11.9                                      | 12.8                                      | 16.6                                      | 15.7                                      | 10.7                                      | 10.3                                      | 10.3                                      | 11.4                                      | 10.4                                      | 10.5                                      | 142.8                                     |
| Fuente n.º 1: Climate-Data.org                 |                                           |                                           |                                           |                                           |                                           |                                           |                                           |                                           |                                           |                                           |                                           |                                           |                                           |
| Fuente n.º 2: Precipitation (1936-1992) - NOAA |                                           |                                           |                                           |                                           |                                           |                                           |                                           |                                           |                                           |                                           |                                           |                                           |                                           |

## Historia
En el siglo VII, Boryomi ya pertenecía a la región histórica de Toria y la zona tenía serie de fuertes que custodiaban el cruce estratégico de las rutas que conducían a las provincias del oeste, este y sur de Georgia. Desde el siglo XVI hasta el siglo XIX, el área perteneció a la familia noble de Avalishvili, pero fue despoblada en gran parte como resultado de las incursiones otomanas.
Después de la anexión rusa de Georgia, el área de Boryomi comenzó a revitalizarse. El topónimo Boryomi se menciona por primera vez en la década de 1810. La ciudad y sus alrededores fueron puestos bajo las autoridades militares rusas, recibiendo soldados en la década de 1820. Los edificios y los baños comenzaron a construirse en la década de 1830 y ya a principios de la década de 1840,  el virrey ruso del Cáucaso Yevgueni Golovín llevó a su hija a participar en curas. El virrey Mijaíl Vorontsov, fascinado por el paisaje local y las aguas minerales, hizo de Boryomi su residencia de verano y la renovó con nuevos parques. Su clima cálido, manantiales de agua mineral y bosques hicieron de Borjomi un lugar de veraneo favorito de la aristocracia, y le dieron su nombre popular de "la perla del Cáucaso". En la década de 1860 se construyeron nuevos hoteles y se estableció una administración de aguas minerales. En 1871, Boryomi fue otorgado al Gran Duque Miguel Nikoláyevich de Rusia, entonces virrey del Cáucaso. En la década de 1890, el hijo de Miguel, Nicolás Mijáilovich Románov, construyó un parque y un castillo en Likani. Además, las aguas minerales embotelladas comenzaron a ser ampliamente exportadas. 
La ciudad creció significativamente con la expansión de los inmigrantes rusos y en 1901, el número de habitantes de etnia rusa superó a los georgianos  por primera vez. El zar Nicolás II de Rusia inauguró, en 1905, la primera fábrica de embotellamiento de agua mineral en Boryomi. Entre los visitantes ilustres de los balnearios y villa de Boryomi se encuentran el músico Piotr Ilich Chaikovski y el escritor León Tolstói.
Tras la invasión del Ejército Rojo en 1921, el régimen soviético confiscó todas las mansiones aristocráticas y las convirtió en sanatorios frecuentados por la élite del PCUS. A pesar de los daños significativos causados por una inundación el 18 de abril de 1968, Boryomi siguió creciendo durante la era soviética. 
Los años postsoviéticos de crisis política y económica obstaculizaron el desarrollo del área, pero siguió siendo un destino popular para el turismo interno georgiano. El gobierno georgiano alojó a los refugiados de Abjasia en los hoteles spa. En la década de 2000, una creciente inversión gubernamental y privada en turismo e infraestructura municipal ayudó a Boryomi a recuperarse de una década de decadencia.

## Demografía
La evolución demográfica de Boryomi entre 1923 y 2023 fue la siguiente:
| 3913                                            | 5372 | 14 317 | 15 332 | 16 316 | 18 059 | 19 007 | 14 455 | 10 546 | 11 122 |
| (Fuente: Population of Georgia in Soviet times) |      |        |        |        |        |        |        |        |        |

Según el censo de 2014, los georgianos constituían el 93% de la población local.
|                            | 1939      | 1939       | 2014      | 2014       |
| Grupo étnico               | Población | Porcentaje | Población | Porcentaje |
| -------------------------- | --------- | ---------- | --------- | ---------- |
| Georgianos                 | 8270      | 57,8%      | 9797      | 92,90%     |
| Rusos                      | 2698      | 18,8%      | 120       | 1,14%%     |
| Ucranianos                 | 2698      | 18,8%      | 31        | 0,29%      |
| Armenios                   | 2008      | 14%        | 456       | 4,32%      |
| Osetios                    | 557       | 3,9%       | 65        | 0,61%      |
| Griegos                    | 275       | 1,9%       | 49        | 0,46%      |
| Abjasios                   | -         | -          | 1         | 0,01%      |
| Yazidíes                   | -         | -          | 1         | 0,01%      |
| Judíos                     | 160       | 1,1%       | -         | -          |
| Alemanes                   | 108       | 0,8%       | -         | -          |
| Azeríes y turcos mesjetios | 77        | 0,5%       | -         | -          |
| Asirios                    | 39        | 0,3%       | -         | -          |
| Lezguinos                  | 19        | 0,1%       | -         | -          |
| Kurdos                     | 1         | 0,1%       | -         | -          |
| Total                      | 14 317    | 100%       | 10 546    | 100%       |

## Economía
La ciudad es famosa por su industria de agua mineral, en muchos países, especialmente de la antigua Unión Soviética. Actualmente la fábrica es de propiedad privada en una fusión empresarial georgiano-holandesa bajo el nombre de Georgian Glass and Mineral Water (GG&MW).
Los manantiales de aguas cercanos a la ciudad, supuestamente curativos, sobre todo de problemas estomacales, la han convertido en una zona muy turística, especialmente para personas con problemas de salud. Boryomi también alberga el parque de atracciones de temática ecológica más extenso del Cáucaso.

## Infraestructura

### Arquitectura, monumentos y lugares de interés
Alguno de los edificios más destacados son la casa de Mirza-Riza-Khan, casa palaciega del siglo XIX construida por el cónsul iraní del Cáucaso. Cerca se encuentra el palacio de verano los Románov, en la aldea de Likani.

### Transporte
Boryomi ha tenido una conexión ferroviaria desde 1884 y actualmente es parte de la línea Jashuri-Vale. El ramal Boryomi-Bakuriani de 39 km de largo, es el último ferrocarril de vía estrecha en funcionamiento en Georgia.

## Cultura

### Deporte
La ciudad de Boryomi, cercana a diversos centros de esquí como Bakuriani, postuló a la organización de los Juegos Olímpicos de Invierno de 2014, sin embargo, su candidatura fue descartada por el COI al no obtener una buena evaluación previa de parte de este.

## Personas ilustres
- Nodar Kumaritashvili (1988-2010): luger georgiano profesional.

## Galería

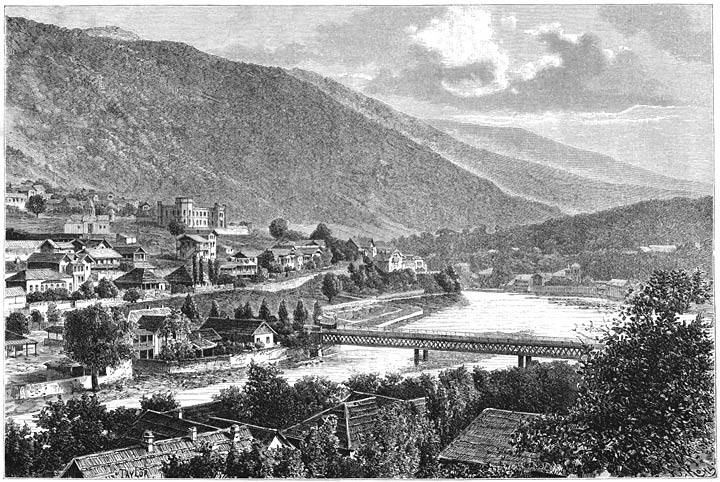
Boryomi en 1887
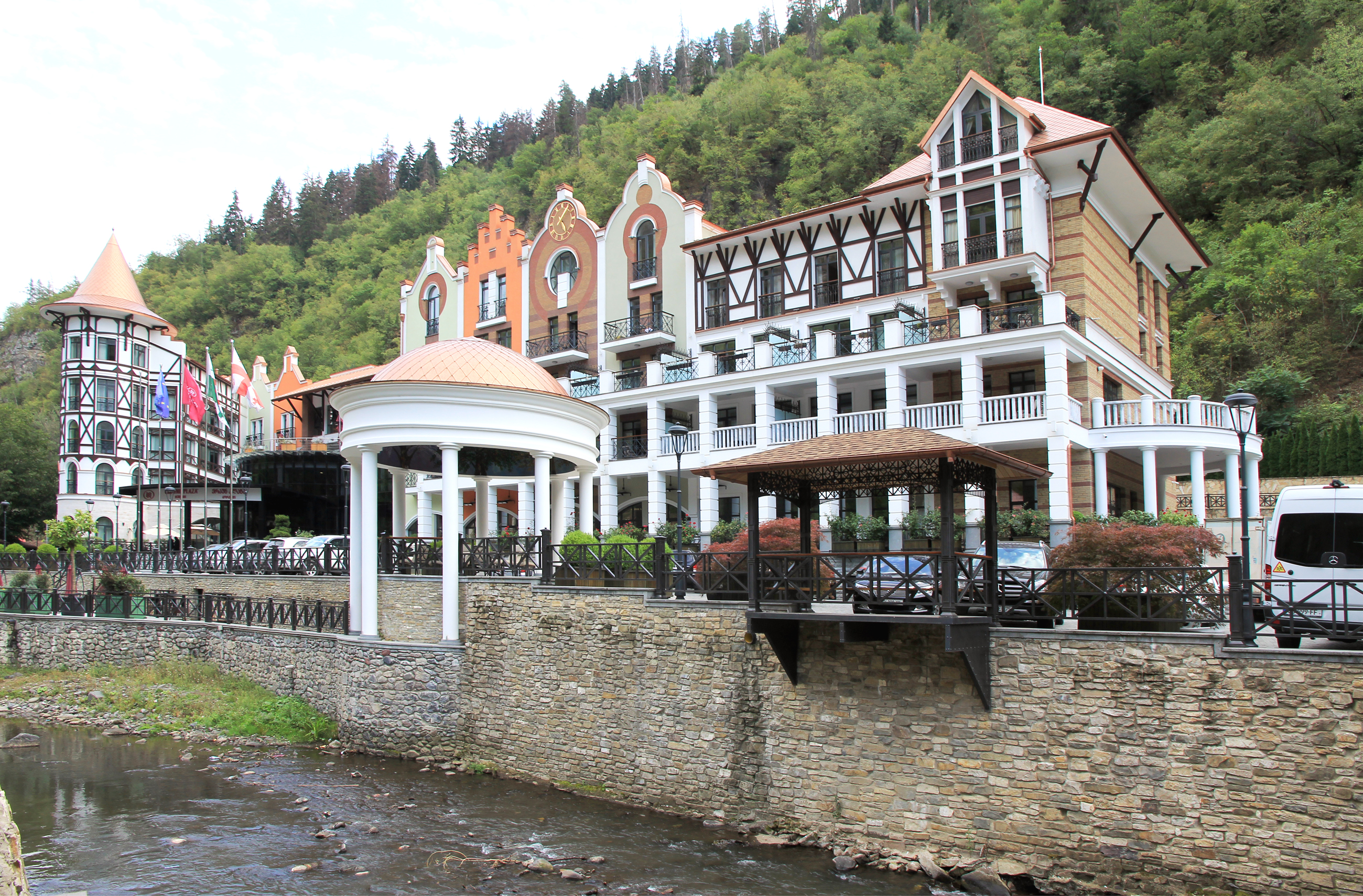
Hoteles de la ciudad
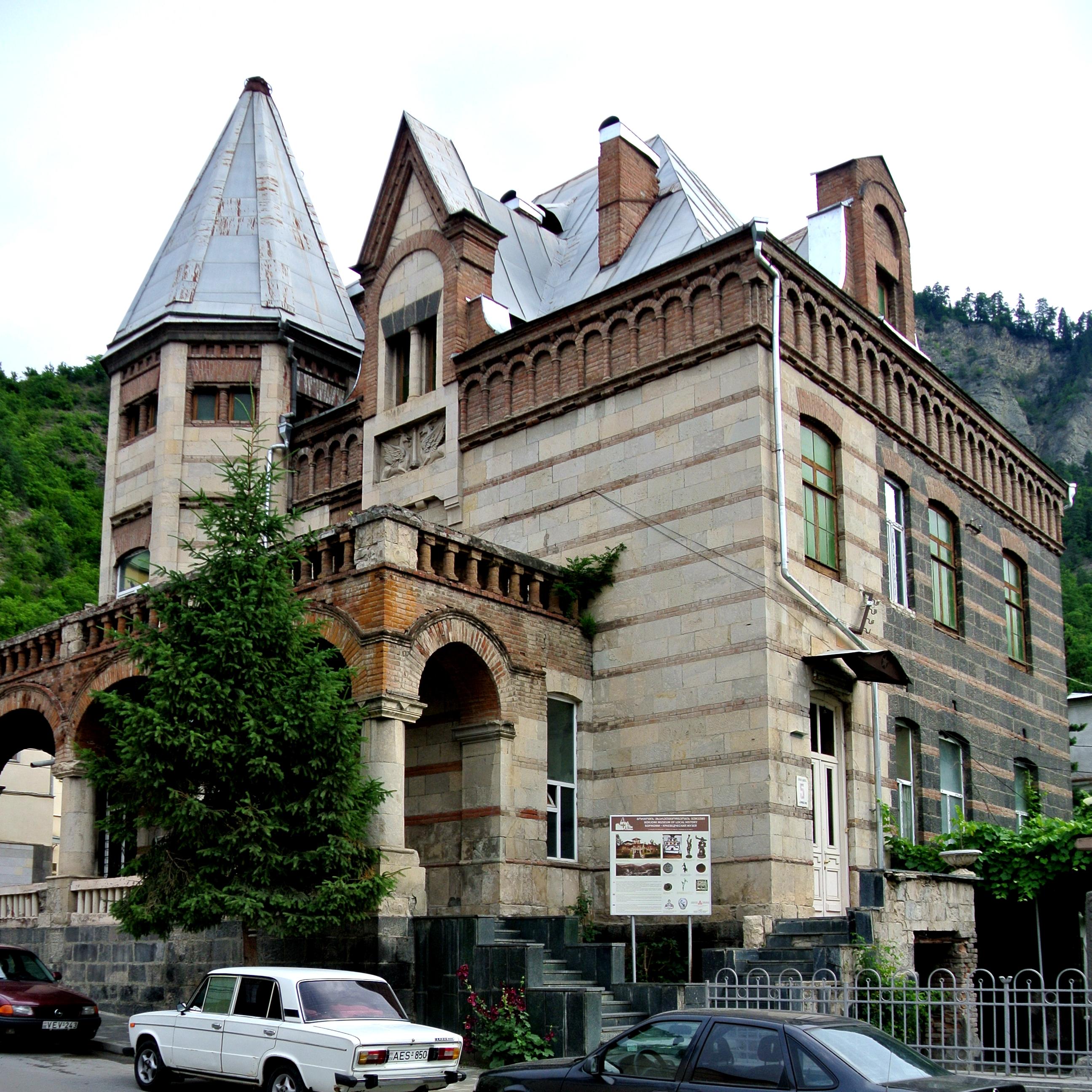
Museo regional de Boryomi
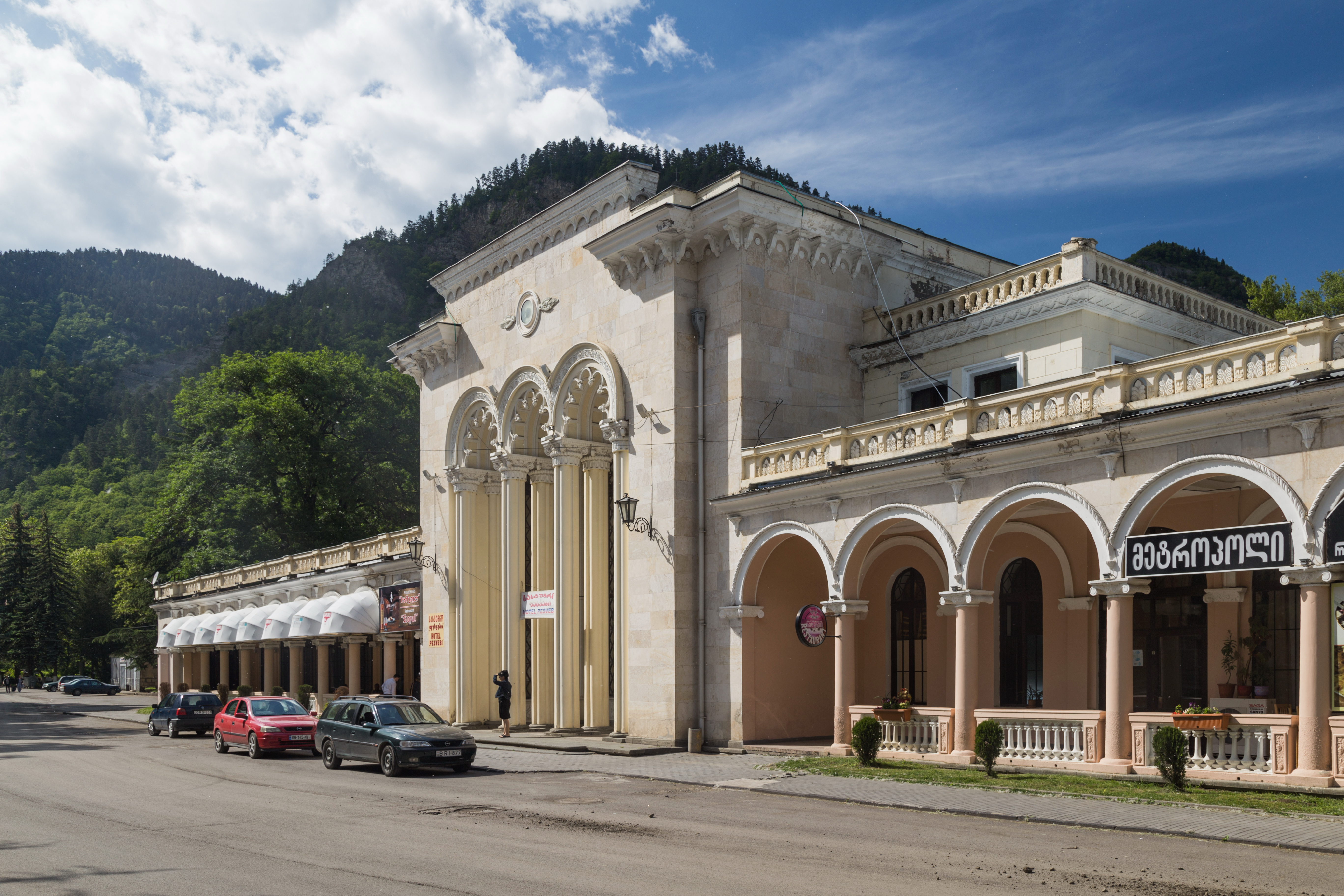
Estación de trenes de Boryomi
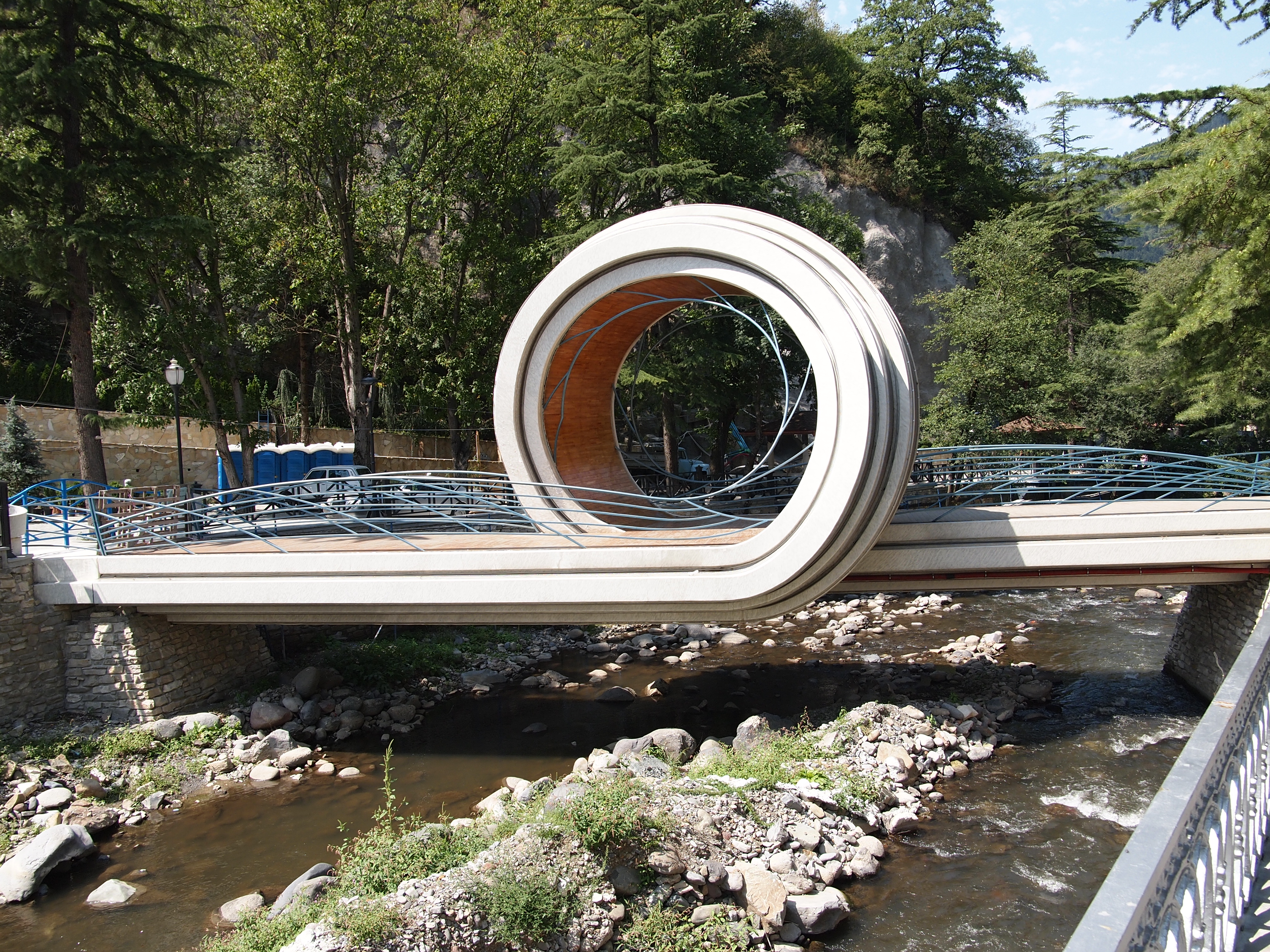
Puente bucle de Boryomi

## Ciudades hermanadas
La ciudad está hermanada con las siguientes ciudades:
- Philippi, Virginia Occidental, EE. UU.